# Xã Buel, Michigan
Xã Buel (tiếng Anh: Buel Township) là một xã thuộc quận Sanilac, tiểu bang Michigan, Hoa Kỳ. Năm 2010, dân số của xã này là 1.265 người.